# Eugnophomyia incurvata
Eugnophomyia incurvata är en tvåvingeart som beskrevs av Alexander 1971. Eugnophomyia incurvata ingår i släktet Eugnophomyia och familjen småharkrankar. Inga underarter finns listade i Catalogue of Life.